# Парламентские выборы в Великобритании (1892)
Парламентские выборы в Великобритании 1892 года прошли с 4 июля по 26 июля и стали двадцать четвёртыми парламентскими выборами в истории Соединённого королевства Великобритании и Ирландии после Акта об унии 1800 года и третьими после Третьей парламентской реформы 1884 года. Консерваторы, возглавляемые действующим премьер-министром маркизом Солсбери, выступая в союзе с либералами-юнонистами, вновь получили большинство в Палате общин, но лишь относительное, что позволило либералам во главе с лидером оппозиции Уильямом Гладстоном сформировать правительство меньшинства при поддержке ирландских националистов.
Выборы 1892 года стали первыми в истории Великобритании когда членом парламента был избран выходец из Азии и нехристианин. Им стал выдвинутый либералами в Центральном Финсбери Дадабхай Наороджи, индийский общественный деятель и учёный, первый индиец, занявший должность профессора британского университета, один из основателей Индийского национального конгресса, зороастриец.

## Избирательная система
Большинство депутатов были избраны по мажоритарной системе относительного большинства в одномандатных округах. 54 депутата были избраны в двухмандатных округах с использованием голосования по мажоритарному принципу, при котором каждый избиратель мог отдать до двух голосов.

## Политическая ситуация
Одержав победу на выборах 1886 года, консерваторы во главе с маркизом Солсбери сформировали новое правительство, получив подедржку от Либеральной юнионистской партии, ни один член которой, при этом в новый кабинет не вошёл. Первым и последним либералом-юнионистом во втором кабинете маркиза Солсбери был Джордж Иоахим Гошен, с 14 января 1887 по 11 августа 1892 года занимавший пост канцлера казначейства. Не имея консервативного большинства, маркиз Солсбери зависел от либералов-юнионистов и был вынужден идти на уступки, принимая прогрессивное законодательство относительно покупки ирландских земель, образования и советов графств.
В 1886 и 1887 годах либералы предприняли несколько неудачных попыток воссоединения. Однако Гладстону удалось сохранить контроль над большей частью Либеральной партии, в частности над Национальной либеральной федерацией. Гладстон использовал ежегодные собрания НЛФ в качестве платформы для консолидации различных либеральных групп. Одним из важнейших для партии стали собрания в Ньюкасле 1891 года, которые дали название новой радикальной программе партии — Ньюкаслская программа. После ухода консервативных либералов из высшего класса, партия значительно полевела. Ньюкаслская программа включала самоуправление в Ирландии, лишение Англиканской церкви в Уэльсе статуса государственной, ужесточение контроля над продажей спиртных напитков, значительное расширение фабричного регулирования, в частности, сокращение рабочего времени на фабриках, демократические политические реформы, включая расширение избирательного права и реформу или упразднение Палаты лордов, бесплатное образование, земельную реформу и отмену пошлин на основные продукты питания. Программа оказалась привлекательной для нонконформистских либеральных элементов среднего класса, которые почувствовали себя более свободными с уходом аристократии После поражения либералов на выборах 1895 года эта программа, оказавшаяся чересчур радикальной для британского общества, была отвергнута руководством партии.
Ирландская парламентская партия, она же Партия гомруля, ведущая политическая ирландских националистов, к моменту выборов фактически прекратила своё существование, не перенеся последствий дела Кэтрин О’Ши. После того как в декабре 1889 года стало известно, что Парнелл долгие годы имел связь с Кэтрин О’Ши, супругой однопартийца и члена парламента Уилли О’Ши, партия раскололась на его сторонников и его противников. Большинство парламентариев от Партии гомруля примкнули к фракции антипарнеллитов во главе с Джастином Маккарти. После отказа Парнелла покинуть пост партийного лидера антипарнеллиты создали свою партию, Ирландскую национальную федерацию. Оставшиеся в меньшинстве парнеллиты объединились вокруг Ирландской национальной лиги, которую после скоропостижной смерти Парнелла в октябре 1891 года возглавил Джон Редмонд. Более консервативная Ирландская федерация пользовалась поддержкой католического духовенства, что позволило ей стать основной силой ирландского националистического движения.

## Результаты
|        |                                   |                                   |                                   |           |        |         |       |       |
| Партия | Партия                            | Лидер                             | Кандидаты                         | Голоса    | Голоса | Голоса  | Места | Места |
| Партия | Партия                            | Лидер                             | Кандидаты                         | Голоса    | %      | ± п. п. | Места | ±     |
|        | Консерваторы и юнонисты           | Маркиз Солсбери                   | 606                               | 2 028 586 | 46,99  | ▼ 4,41  | 314   | ▼ 79  |
|        | Либералы                          | Уильям Гладстон                   | 535                               | 1 958 598 | 45,37  | ▲ 0,24  | 271   | ▲ 79  |
|        | Ирландская федерация              | Джастин Маккарти                  | 85                                | 224 528   | 5,20   | новая   | 72    | ▲ 72  |
|        | Ирландская лига                   | Джон Редмонд                      | 44                                | 67 119    | 1,55   | новая   | 9     | ▲ 9   |
|        | Независимые рабочие               |                                   | 9                                 | 22 198    | 0,51   | новая   | 3     | ▲ 3   |
|        | Независимые либералы              |                                   | 6                                 | 3572      | 0,08   | ▲ 0,03  | 1     | ▲ 1   |
|        | Независимые консерваторы          |                                   | 4                                 | 5556      | 0,13   | новая   | 0     | ▬     |
|        | Шотландские профсоюзы             | Роберт Чисхолм Робертсон          | 4                                 | 2313      | 0,05   | новая   | 0     | ▬     |
|        | Независимые националисты          |                                   | 2                                 | 2180      | 0,05   | новая   | 0     | ▬     |
|        | Шотландские лейбористы            | Джеймс Кейр Харди                 | 3                                 | 1866      | 0,04   | новая   | 0     | ▬     |
|        | Социал-демократы                  | Генри Гайндман                    | 2                                 | 659       | 0,02   | новая   | 0     | ▬     |
|        | Независимые                       |                                   | 3                                 | 137       | <0,01  | новая   | 0     | ▬     |
|        | Всего                             | Всего                             | 1303                              | 4 317 312 | 100    | ▬       | 670   | ▬     |
|        | Избирателей зарегистрировано/Явка | Избирателей зарегистрировано/Явка | Избирателей зарегистрировано/Явка | 6 160 541 | 76,90  | ▲ 3,05  |       |       |

Голоса (%)
| Голоса избирателей       | Голоса избирателей | Голоса избирателей | Голоса избирателей | Голоса избирателей |
| ------------------------ | ------------------ | ------------------ | ------------------ | ------------------ |
| Консерваторы и юнонисты  |                    |                    | 46.99 %            |                    |
| Либералы                 |                    |                    | 45.37 %            |                    |
| Ирландская федерация     |                    |                    | 5.20 %             |                    |
| Ирландская лига          |                    |                    | 1.55 %             |                    |
| Независимые рабочие      |                    |                    | 0.51 %             |                    |
| Независимые консерваторы |                    |                    | 0.13 %             |                    |
| Независимые либералы     |                    |                    | 0.08 %             |                    |
| Другие                   |                    |                    | 0.17 %             |                    |

Места
| Места в парламенте (%)  | Места в парламенте (%) | Места в парламенте (%) | Места в парламенте (%) | Места в парламенте (%) |
| ----------------------- | ---------------------- | ---------------------- | ---------------------- | ---------------------- |
| Консерваторы и юнонисты |                        |                        | 46.72 %                |                        |
| Либералы                |                        |                        | 40.60 %                |                        |
| Ирландская федерация    |                        |                        | 10.75 %                |                        |
| Ирландская лига         |                        |                        | 1.34 %                 |                        |
| Независимые рабочие     |                        |                        | 0.45 %                 |                        |
| Независимые либералы    |                        |                        | 0.15 %                 |                        |

### Результаты выборов в Ирландии
В итоговое число не включены два депутата от Дублинского университета, которые были избраны по списку юнионистов (один из них консерватор).
| Партия                 | Партия                   | Лидер                   | Голоса  | Голоса | Голоса  | Места | Места | Места |
| Партия                 | Партия                   | Лидер                   | Голоса  | %      | +/-     | Места | +/-   | %     |
| ---------------------- | ------------------------ | ----------------------- | ------- | ------ | ------- | ----- | ----- | ----- |
|                        | Ирландская федерация     | Джастин Маккарти        | 227 007 | 57,74  | новая   | 71    | ▲ 71  | 70,30 |
|                        | Ирландские юнионисты     | Эдвард Джеймс Сандерсон | 49 330  | 12,55  | ▼ 26,56 | 17    | ▲ 2   | 16,83 |
|                        | Ирландская лига          | Джон Редмонд            | 70 251  | 17,87  | новая   | 9     | ▲ 9   | 8,91  |
|                        | Либералы-юнионисты       | Джозеф Чемберлен        | 29 933  | 7,61   | ▼ 3,67  | 4     | ▲ 2   | 3,96  |
|                        | Либералы                 | Уильям Гладстон         | 14 472  | 3,68   | ▲ 0,75  | 0     | ▬     | 0     |
|                        | Независимые националисты |                         | 2 180   | 0,55   | новая   | 0     | ▬     | 0     |
| Всего                  | Всего                    | Всего                   | 393 173 | 100,0  | ▬       | 101   | ▬     | 100   |
| Источник: B. M. Walker |                          |                         |         |        |         |       |       |       |

| Голоса избирателей (%) | Голоса избирателей (%) | Голоса избирателей (%) | Голоса избирателей (%) | Голоса избирателей (%) |
| ---------------------- | ---------------------- | ---------------------- | ---------------------- | ---------------------- |
| Ирландская федерация   |                        |                        | 57.74 %                |                        |
| Ирландские юнионисты   |                        |                        | 17.87 %                |                        |
| Ирландская лига        |                        |                        | 12.55 %                |                        |
| Либералы-юнионисты     |                        |                        | 7.61 %                 |                        |
| Либералы               |                        |                        | 3.68 %                 |                        |
| Нез. националисты      |                        |                        | 0.55 %                 |                        |

| Места в Палате общин от Ирландии (%) | Места в Палате общин от Ирландии (%) | Места в Палате общин от Ирландии (%) | Места в Палате общин от Ирландии (%) | Места в Палате общин от Ирландии (%) |
| ------------------------------------ | ------------------------------------ | ------------------------------------ | ------------------------------------ | ------------------------------------ |
| Ирландская федерация                 |                                      |                                      | 70.30 %                              |                                      |
| Ирландские юнионисты                 |                                      |                                      | 16.83 %                              |                                      |
| Ирландская лига                      |                                      |                                      | 8.91 %                               |                                      |
| Либералы-юнионисты                   |                                      |                                      | 3.96 %                               |                                      |

## После выборов
Выборы 1892 года завершились для консерваторов и их союзников, либералов-юнионистов, неоднозначно. Они опередили либералов Гладстона, но не смогли сохранить абсолютное большинство в Палате общин, в то время как либералы вместе с союзниками, ирландскими националистами, превзошли консерваторов и юнионистов по числу мест. Поскольку либералы не имели большинства самостоятельно, маркиз Солсбери отказался уйти в отставку и оставил должность премьер-министра только после вотума недоверия 11 августа. После этого Гладстон сформировал правительство меньшинства, зависящее от поддержки ирландских националистов.

### Комментарии
1. 1 2  Приведённые здесь данные о количестве мест Либеральной партии включают спикера Палаты общин.
2. ↑  Явка избирателей с учётом только округов, в которых проводилось голосование (5 614 202 избирателей). Безальтернативные выборы состоялись в 63 округах, в которых проживало 546 339 избирателей и в которых было избрано 40 консерваторов и юнионистов, 13 либералов и 9 канддатов Ирландской федерации и 1 независимый либерал. См. UK Election Results.
3. ↑  Основан в 1891 году в результате слияния Ирландской консервативной партии и Ирландского лояльного и патриотического союза для противодействия планам по самоуправлению Ирландии. Результаты сравниваются с результатами объединённого списка консерваторов и юнионистов на выборах 1886 года.